# جون أ كوستيلو
جون أ كوستيلو (بالإنجليزية: John A. Costello)‏ (و. 1891 – 1976 م) هو سياسي من جمهورية أيرلندا ولد في دبلن. شغل منصب المدعي العام لأيرلندا في الفترة (9 يناير 1926-9 مارس 1932).

## التعليم
تعلم في جامعة كلية دبلن.

## روابط خارجية
- جون أ كوستيلو على موقع الموسوعة البريطانية (الإنجليزية)
- جون أ كوستيلو على موقع مونزينجر (الألمانية)